# Маккормик, Келли
Келли Маккормик (англ. Kelly McCormick; род. 13 февраля 1960, Анахайм, Калифорния) — американская прыгунья в воду, серебряный призёр летних Олимпийских игр 1984 года, бронзовый призёр летних Олимпийских игр 1988 года, двукратная чемпионка Панамериканских игр 1983 и 1987 годов. Участница летних Олимпийских игр 1984 и 1988 годов.

## Биография
Келли Маккормик родилась в 1960 году в Анахайме в США. Она дочь знаменитой чемпионки по прыжкам в воду Патрисии Маккормик и тренера по прыжкам в воду Гленна Маккормика. Келли росла в Россмуре, её первым видом спорта была гимнастика, а к 13 годам она стала элитной гимнасткой в одной команде с олимпийской чемпионкой Кэти Маккормик. Обучаясь в Университете штата Огайо, она увлеклась занятиями по прыжкам в воду, где её тренировал Винс Панзано. В 1981 году Келли попала в национальную сборную по прыжкам в воду.
В 1982 году Келли выиграла первый из 9 национальных чемпионатов, а также одержала победу на межвузовском чемпионате Ассоциации прыжков в воду на трёхметровом трамплине. В 1983 году она выиграла золотую медаль Панамериканских игр, но в 1984 году из-за травмы спины была госпитализирована на шесть недель. Это случилось перед самыми важными стартами четырёхлетия. Келли быстро восстановилась и на домашней Олимпиаде в Лос-Анджелесе стала серебряной медалисткой на трёхметровом трамплине, уступив только Сильвии Бернье.
На своих вторых Панамериканских играх в 1987 году в Индианаполисе Келли завоевала золото, став первой женщиной, выигравшей подряд две золотые медали в прыжках в воду на Панамериканских играх. В 1988 году она выступила на олимпийских соревнованиях с разрывом икроножной мышцы и завоевала бронзовую медаль Олимпийских игр в Сеуле, уступив Гао Минь из Китая.
После завершения карьеры спортсмена Келли тренировала своих воспитанников в водном центре округа Кинг в Федерал-Уэй, в штат Вашингтон.